# フランク・ブラングィン
サー・フランク・ウィリアム・ブラングィン （Sir Frank William Brangwyn、1867年5月12日 - 1956年6月11日）は、イギリス・ウェールズの芸術家。「Brangwyn」は、ブラングイン、ブランギン、ブラングヰンなどと表記されることもある 。
創作領域は幅広く、油絵、水彩画、デッサンだけでなく、版画、彫刻、イラスト、家具・食器・カーペット・ステンドグラス等のデザイン、建物や内装の設計などにも及んだ。ロイヤル・アカデミー・オブ・アーツ（RA）、ロイヤル・ウォーターカラー・ソサエティー（RWS）、英国王立芸術家協会（RBA）所属。東京・上野の国立西洋美術館の中核となった松方コレクションの形成に深く関わった人物としても知られている。

## 経歴
フランク・ブラングィンは、ベルギーのブルッヘで生まれた。彼の父親が、ベルギーの聖トーマス・聖ルカ組合が主催した教区教会設計コンペで勝利し、この地に移り住んでいたのである。フランクという名前は、記録ではギヨーム・フランソワ（Guillaume François）となっている。1874年、一家はイギリスに帰国した。1896年、ルーシー・レイ（Lucy Ray）と結婚したが、子供には恵まれず、1924年、妻は他界している。
彼は、1900年から1937年（あるいは1938年）まで、ハマースミスのクイーン通り（Queen Street）51番地にある「テンプル・ロッジ」（Temple Lodge）を借りて居所としていた。また、1918年には、サセックス州ディッチリングに「ジョインチュア」（The Jointure）を購入し、こちらも居所としている。
1932年にアルバート・メダルを受賞。1941年、騎士の称号を授与された。1956年6月11日、サセックス州の自宅で死去した 。
1936年、ブラングィンは、ブルッヘ市に400点以上にのぼる作品を寄贈した（現アーレンツハイス蔵）。その返礼として、ベルギー国王は、ブラングィンにレオポルド2世勲章グラン・オフィシエを授与し、また、ブルッヘ市も彼を名誉市民（シトワイヤン・ドヌール・ド・ブリュージュ、Citoyen d'Honneur de Bruges）としている（この時までに名誉市民になったのは、わずか2人だけだった。ブラングィンは、その3人目となったのである） 。

## 創作活動
フランク・ブラングィンは、おそらくは父親から、また、後にはアーサー・ヘイゲイト・マクマードゥやウィリアム・モリスの工房で幾分かは美術を学んだ経験はあったものの、大部分は、正規の美術教育を受けることなしに独学で身に付けた。17歳の頃、自身の作品のひとつがロイヤル・アカデミー夏季展（Royal Academy Summer Exhibition）で認められてから、彼は芸術家を目指すという思いを強くした。
最初、ブラングィンは、海や海上での生活について、伝統的な題材を描いた。彼の油彩『海の葬送』（Funeral At Sea、1890年）は、1891年のパリのサロンにおいて、3等賞となった。この作品の抑制された色調は、彼のニューリン時代の特徴をよく表している（彼は、正式には、ニューリン派に属するアーティストではない）。
19世紀の終わり頃までは、オリエンタリズムは多くの画家が好むテーマであった。ブラングィンも、すぐに、南国の光と明るい色彩に魅せられた。船で甲板員として働き旅費を稼ぎながら、イスタンブールや黒海を旅した。彼は多くの絵画やスケッチを描いたが、特にスペイン、モロッコ、エジプト、トルコのものを描いた。南国での経験により色調は非常に明るくなったが、初めは批評家に不評だった。彼は、その後も旅を続け、アフリカの他の地域に行ったり、南アフリカ共和国を訪れたりしている。
1895年、ブラングィンは、パリの美術商であるジークフリート・ビングから、ビングのギャラリーである「アール・ヌーヴォー」の外観装飾の制作を依頼された。また、彼は、ビングに新しい領域にも踏み出すように強く勧められ、壁画、タペストリーやカーペットのデザイン、ルイス・カムフォート・ティファニー製作のステンドグラスのデザインを手掛けるようになった。イギリスの批評家はブラングィンをいかに扱うべきか当惑していたが、その間に、ヨーロッパの大陸諸国やアメリカ合衆国では簡素だが装飾的なデザインが評価され、傑出した芸術家として認められる存在になっていた。
ブラングィンは、『ブリティッシュ・エンパイア・パネルズ』（the British Empire Panels、1925年-1932年）の制作者として最もよく知られている。280平方メートル（3,000平方フィート）に及ぶ16点のこの巨大な作品は、もともとはウェストミンスターにある貴族院のロイヤル・ギャラリー（Royal Gallery）用に制作されたが、「あまりにカラフルで生き生きとし過ぎ（too colourful and lively）」でこの場にふさわしくないという理由で受け入れを断られた経緯がある。現在は、ウェールズ南部の都市スウォンジのブラングィン・ホールに収められている 。
1908年、ブラングィンは、イングランド北部の都市リーズにあるセント・エイダンズ教会のアプスに絵を描く注文を引き受けたが、のちに壁画が大気汚染の害を被るおそれがあることがわかると、ガラスモザイクで制作することになった。ヘンリー・ラスト（Henry Rust）のガラスモザイクを使用した作品は、1916年に完成した。モザイクはアプスの全面に及び、聖エイダンの生涯を描いている 。
その他の壁面装飾の仕事としては、スキナーズ・ワーシップフル・カンパニー (毛皮商名誉同業者組合)の大ホール（1901年-1909年、ロンドン）や、サンフランシスコで開催されたパナマ＝太平洋国際博覧会への出品（1915年。現在は、サンフランシスコの退役軍人会館内ハーブストシアター蔵。）、カヤホガ郡庁舎のルネット（1911年-1915年、アメリカ合衆国オハイオ州クリーブランド）、マニトバ州議会議事堂（1918年-1921年、カナダマニトバ州ウィニペグ）、クライスツ・ホスピタル礼拝堂（1912年-1923年、イングランド南部のウェスト・サセックス州ホーシャム）、ミズーリ州議会議事堂（1915年-1925年、アメリカ合衆国ミズーリ州ジェファーソンシティ）がある 。
また、ブラングィンは、ジョン・ロックフェラー2世によりディエゴ・リベラやホセ・マリア・セルトと共に選ばれ、ニューヨークロックフェラー・センターにあるRCAビルディング（現在のコムキャスト・ビルディング）のコンコースの壁画を描いている（1930年-1934年）。一連の大壁画をキャンバスに描いたものは、もともとはノーサンプトンシャー州のホートン・ハウスにあったが、現在は、ニュージーランド南部のダニーデンにあるダニーデン・パブリック・アート・ギャラリーの所蔵となっている。さらに、ブラングィンは、カナダ太平洋鉄道の定期船「エンプレス・オブ・ブリテン」の 1等食堂の装飾担当にも選ばれている（1930年-1931年）。
第一次世界大戦中、ブラングィンは、80枚以上のポスターのデザインを手掛けているが、彼は正式な戦争芸術家ではなかった。イギリス兵士が敵兵を銃剣で突き刺している残忍なポスター「Put Strength in the Final Blow: Buy War Bonds （とどめの一撃に力を。戦争債の購入を。）」は、英独双方でひどい嫌悪感をもたらした。この図像を見たドイツの皇帝は、ブラングィンの首に懸賞金をかけるように命じたと言われている 。
ブラングィンは、どんな仕事でも引き受けてくれる芸術家であった。絵画やデッサンと同じように、ステンドグラス、家具、陶磁器、ガラス製の食器類、建物や内装のデザインを手掛けたり、リトグラフや木版画を制作したり、本の挿絵を描いたりした。1924年には既に渡英していた漆原木虫の摺りによる木版画を残している。1952年にクリフォード・マスグレイヴ（Clifford Musgrave）が推定したところによれば、ブラングィンの作品は12,000点を超えるということだ。ブラングィンが引き受けた壁画の面積は2,000平方メートル（22,000平方フィート）を超え、1,000点を超える油絵、660点超の混合媒体（水彩画やガッシュ）、500点を超えるエッチング、約400点の木彫りと木版画、280点のリトグラフ、40件の建築や内装のデザイン、230点の家具のデザイン、20点のステンドグラスのパネルや窓を制作している 。
彼のアプローチの選択は、折衷主義的であった。光り物を集めるのが好きなコクマルガラスのように、個々の芸術運動が持つ最良の、最も輝かしい宝石を抽出して、それらを彼独自のスタイルの中に再生成した。彼のエッチングで表現されているキアロスクーロのコントラストには、ジョヴァンニ・バッティスタ・ピラネージやレンブラントを想起させるものがある。また、彼の作品はオリエンタルラグやイタリア・ルネサンスのアーティストたち、オールド・マスターの巨匠たちと比較されてきたし、アーツ・アンド・クラフツ運動、ウィーン分離派、フランスの印象派、ナビ派やアール・ヌーヴォーといった種々の芸術運動と関わりを持った。彼の絵は、アルフレッド・イースト、ダドリー・ハーディ、アーサー・メルヴィルら同業者との関連性を一時的には示すことはあったけれども、本質的には我が道を行く芸術家であった 。
晩年、ブラングィンは、自身や他の作家の作品を、イギリスや他のヨーロッパ諸国の美術館やギャラリーに寄贈している。1944年、ロンドンにあるハーバート・ホーン建築の昇天教会の装飾を修復するとともに、保全作業を実施した。この装飾はフレデリック・シールズがデザインしたものであるが、1940年のロンドン大空襲で被害を受け、失われていたものである。

## 作品リスト
- 『サンタ・マリア・デッラ・サルーテ聖堂、ヴェネツィア』 - Venice, Santa Maria della Salute （1906年、油彩、キャンバス、ニュージーランド国立博物館テ・パパ・トンガレワ蔵）
- 『ディナー・プレート、ドルトン社のためのデザイン』 - Dinner Plate, designed for Doulton & Co. Ltd （1920年代頃、ニュージーランド国立博物館テ・パパ・トンガレワ蔵）
- 『10の木版画　イヴン・トゥールン・モスク』（1924年、木版画　漆原木虫摺）
- 『10の木版画　羊番』（1924年、木版画　漆原木虫摺）
- 『10の木版画　フランダースの郊外』（1924年、木版画　漆原木虫摺）

### 日本語文献
- 町田市立国際版画美術館編　『浮世絵モダーン　深水・五葉・巴水…伝統木版画の隆盛』　町田市立国際版画美術館、2005年
- 大屋美那、読売新聞東京本社文化事業部編 『-国立西洋美術館開館50周年記念事業- フランク・ブラングィン展』 国立西洋美術館（東京）展覧会カタログ、読売新聞東京本社、2010年、ISBN 978-4-906536-52-8 - 巻末に詳細な文献目録や関連年表を収録。

### 外国語文献
- Alan Windsor, “Brangwyn, Sir Frank William (1867–1956)”, Oxford Dictionary of National Biography, Oxford University Press, 2004年; online edn, 2005年5月
- Cyril George Edward Bunt, The Water-Colours of Sir Frank Brangwyn, R.A. 1867-1956, Leigh-on-Sea: Frank Lewis, 1958年
- Diana de Vere Cole, Brangwyn in perspective: the life and work of Sir Frank Brangwyn 1867-1956, London: One Roof Press, 2006年, ISBN 978-0-9535824-3-3
- Hayter Preston and Frank Brangwyn, Windmills, London: John Lane, The Bodley Head Limited, 1923年
- Herbert Furst, The decorative art of Frank Brangwyn; a study of the problems of decoration with special reference to the work of this artist, London: John Lane, New York: Dodd, Mead and Company, 1924年
- Libby Horner, Frank Brangwyn: A Mission to Decorate Life(PDF), The Fine Art Society(London)展覧会カタログ, The Fine Art Society and Liss Fine Art ,2006年
- Libby Horner and Gillian Naylor(eds), Frank Brangwyn 1867-1956, Leeds City Art Gallery(Leeds), Groeningemuseum/Arents House(Bruges) and Glynn Vivian Art Gallery(Swansea)展覧会カタログ, Leeds Museum and Galleries(Leeds) and Groeningemuseum(Bruges), 2006年, ISBN 978-0-901981-73-8
- Libby Horner, A Humble Offering to the People of Walthamstow: Being a Short History of the Formation of the William Morris Gallery and Brangwyn Gift, London: Libby Horner, 2008年11月1日, ISBN 978-0-9560884-0-6
- Libby Horner, Christ's Hospital Murals, Stanford: Libby Horner, 2008年11月20日, ISBN 978-0-9560884-1-3(Limited Edition), ISBN 978-0-9560884-2-0(A5 trade version)
- Meic Stephens(ed.), The New Companion to the Literature of Wales, Cardiff: University of Wales Press, 1998年, ISBN 0-7083-1383-3
- Paul Cava(ed.), Frank Brangwyn: Photographs, Nude and Figure Studies, Bala Cynwyd, Pennsylvania: Paul Cava Fine Art, 2001年, ISBN 978-0970796608
- Roger Alford and Libby Horner(eds), Brangwyn in His Studio: The Diary of His Assistant Frank Alford, Guildford: Roger Alford, 2004年, ISBN 0-9547290-0-5
- Vincent Galloway, The Oils and Murals of Sir Frank Brangwyn, R.A., 1867-1956, Leigh-on-Sea: Frank Lewis, 1962年
- Walter Shaw-Sparrow(ed.), The spirit of the age: the work of Frank Brangwyn, A.R.A., with four lithographs, four plates in colour, twelve Rembrandt photogravures, five woodcuts and a critical essay by Léonce Bénédite, London: Hodder & Stoughton, 1905年
- Walter Shaw-Sparrow, Frank Brangwyn and his work, 1910, London: Kegan Paul, Trench, Trübner & Co. Ltd., 1915年
- Walter Shaw-Sparrow, Prints and drawings by Frank Brangwyn: with some other phases of his art(全文), London: John Lane, The Bodley Head, 1919年
- William Gaunt, The Etchings of Frank Brangwyn R.A., London: The Studio, Limited, 1926年